# 汤普森腔吻鳕
汤普森腔吻鳕（学名：Coelorhynchus thompsoni）为长尾鳕科腔吻鳕属的鱼类。分布于仅见于菲律宾南部海区以及南中国海东部等，属于底层鱼类。其常生活于水深246.9-365.8米。该物种的模式产地在中国海，吕宋岛西南。